# 데이비드 본
데이비드 오웬 본(영어: David Owen Vaughan, 1983년 2월 18일 ~ )은 낸트위치 타운에서 미드필더로 활약하고 있는 웨일스의 축구 선수이다.

## 수상
크루 알렉산드라
- 풋볼 리그 2부 준우승: 2002–03

블랙풀
- 풋볼 리그 챔피언십 플레이오프 승자: 2009–10